# Albert Friedrich Schwartz
Albert Friedrich Schwartz, född 11 maj 1905 i Schwarzenau, död 5 juli 1984 i Ahrensbök, var en tysk SS-Hauptsturmführer och dömd krigsförbrytare. 

## Biografi
Schwartz studerade på handelshögskola och utbildade sig till sparkasseinspektör. År 1930 inträdde han i Nationalsocialistiska tyska arbetarepartiet (NSDAP) och Sturmabteilung (SA). Året därpå gick han över från SA till Schutzstaffel (SS). Mellan 1939 och 1942 var han verksam vid polismyndigheten i Danzig och blev 1941 medlem i Waffen-SS. Året därpå utsågs Schwartz till adjutant åt lägerkommendanten i Stutthof.
I oktober 1942 efterträdde Schwartz Philipp Grimm som arbetschef i koncentrationslägret Buchenwald. Hans huvudsakliga uppgift var att förse Buchenwalds satellitläger med arbetare och organisera dessas boende.

### Efter andra världskriget
Efter andra världskrigets slut greps Schwartz och internerades tillsammans med Hans Schmidt, Hans Merbach, Max Schobert, August Bender och Otto Barnewald, vilka också hade varit verksamma i Buchenwald, i Bad Aibling i södra Bayern.
År 1947 ställdes Schwartz och 30 andra misstänkta krigsförbrytare inför rätta vid Buchenwaldrättegången. Den 14 augusti 1947 dömdes Schwartz till döden genom hängning. Senare omvandlades straffet till livstids fängelse. Han frisläpptes från Landsbergfängelset den 14 maj 1954.